# Andreas Weimann
Andreas Weimann (phát âm tiếng Đức: [vaɪman]; sinh ngày 5 tháng 8 năm 1991) là một cầu thủ bóng đá chuyên nghiệp người Áo thi đấu ở vị trí tiền đạo hoặc tiền vệ cho câu lạc bộ Bristol City tại Championship và đội tuyển quốc gia Áo.

## Thống kê sự nghiệp

### Câu lạc bộ
Tính đến ngày 10 tháng 3 năm 2024
| Club                           | Season       | League         | League | League | FA Cup | FA Cup | League Cup | League Cup | Other | Other | Total | Total |
| Club                           | Season       | Division       | Apps   | Goals  | Apps   | Goals  | Apps       | Goals      | Apps  | Goals | Apps  | Goals |
| ------------------------------ | ------------ | -------------- | ------ | ------ | ------ | ------ | ---------- | ---------- | ----- | ----- | ----- | ----- |
| Aston Villa                    | 2010–11      | Premier League | 1      | 0      | 0      | 0      | 0          | 0          | 1     | 0     | 2     | 0     |
| Aston Villa                    | 2011–12      | Premier League | 14     | 2      | 0      | 0      | 1          | 0          | —     | —     | 15    | 2     |
| Aston Villa                    | 2012–13      | Premier League | 30     | 7      | 2      | 1      | 6          | 4          | —     | —     | 38    | 12    |
| Aston Villa                    | 2013–14      | Premier League | 37     | 5      | 1      | 0      | 1          | 1          | —     | —     | 39    | 6     |
| Aston Villa                    | 2014–15      | Premier League | 31     | 3      | 3      | 1      | 1          | 0          | —     | —     | 35    | 4     |
| Aston Villa                    | Total        | Total          | 113    | 17     | 6      | 2      | 9          | 5          | 1     | 0     | 129   | 24    |
| Watford (loan)                 | 2010–11      | Championship   | 18     | 4      | 1      | 0      | —          | —          | —     | —     | 19    | 4     |
| Watford (loan)                 | 2011–12      | Championship   | 3      | 0      | —      | —      | —          | —          | —     | —     | 3     | 0     |
| Watford (loan)                 | Total        | Total          | 21     | 4      | 1      | 0      | —          | —          | —     | —     | 22    | 4     |
| Derby County                   | 2015–16      | Championship   | 30     | 4      | 1      | 0      | 1          | 0          | 1     | 0     | 33    | 4     |
| Derby County                   | 2016–17      | Championship   | 11     | 0      | 0      | 0      | 1          | 0          | —     | —     | 12    | 0     |
| Derby County                   | 2017–18      | Championship   | 40     | 5      | 1      | 0      | 0          | 0          | 2     | 0     | 43    | 5     |
| Derby County                   | Total        | Total          | 81     | 9      | 2      | 0      | 2          | 0          | 3     | 0     | 88    | 9     |
| Derby County U23               | 2016–17      | Championship   | —      | —      | —      | —      | —          | —          | 2     | 2     | 2     | 2     |
| Wolverhampton Wanderers (loan) | 2016–17      | Championship   | 19     | 2      | 2      | 1      | —          | —          | —     | —     | 21    | 3     |
| Bristol City                   | 2018–19      | Championship   | 44     | 10     | 1      | 0      | 1          | 0          | —     | —     | 46    | 10    |
| Bristol City                   | 2019–20      | Championship   | 45     | 9      | 2      | 0      | 0          | 0          | —     | —     | 47    | 9     |
| Bristol City                   | 2020–21      | Championship   | 7      | 2      | 0      | 0      | 1          | 0          | —     | —     | 8     | 2     |
| Bristol City                   | 2021–22      | Championship   | 46     | 22     | 1      | 0      | 0          | 0          | —     | —     | 47    | 22    |
| Bristol City                   | 2022–23      | Championship   | 43     | 6      | 2      | 0      | 2          | 1          | —     | —     | 47    | 7     |
| Bristol City                   | 2023–24      | Championship   | 20     | 1      | 0      | 0      | 0          | 0          | —     | —     | 20    | 1     |
| Bristol City                   | Total        | Total          | 205    | 50     | 6      | 0      | 4          | 1          | —     | —     | 215   | 51    |
| West Bromwich Albion (loan)    | 2023–24      | Championship   | 8      | 2      | —      | —      | —          | —          | —     | —     | 8     | 2     |
| Career total                   | Career total | Career total   | 446    | 83     | 17     | 3      | 15         | 6          | 6     | 2     | 482   | 93    |

1. ↑  Appearance in UEFA Europa League
2. 1 2  Appearance(s) in Championship play-offs
3. ↑  Appearances in EFL Trophy

### Quốc tế
Tính đến ngày 26 tháng 3 năm 2024
| Đội tuyển quốc gia | Năm       | Trận | Bàn |
| ------------------ | --------- | ---- | --- |
| Áo                 | 2012      | 2    | 0   |
| Áo                 | 2013      | 8    | 0   |
| Áo                 | 2014      | 3    | 0   |
| Áo                 | 2015      | 1    | 0   |
| Áo                 | 2022      | 7    | 1   |
| Áo                 | 2024      | 2    | 1   |
| Tổng cộng          | Tổng cộng | 23   | 2   |

Bàn thắng và kết quả của Áo được để trước.
| #  | Ngày                | Địa điểm                           | Đối thủ  | Bàn thắng | Kết quả | Giải đấu                    |
| -- | ------------------- | ---------------------------------- | -------- | --------- | ------- | --------------------------- |
| 1. | 10 tháng 6 năm 2022 | Ernst-Happel-Stadion, Vienna, Áo   | Pháp     | 1–0       | 1–1     | UEFA Nations League 2022–23 |
| 2. | 23 tháng 3 năm 2024 | Tehelné pole, Bratislava, Slovakia | Slovakia | 2–0       | 2–0     | Giao hữu                    |

## Danh hiệu
Cá nhân
- Cầu thủ xuất sắc nhất năm của Bristol City: 2021–22[19]